# لاجوردی (سرده)
لاجوردی (نام علمی: Moltkia) نام یک سرده از تیره گاوزبانیان است.